# Tatort: Trautes Heim
Trautes Heim ist ein Fernsehfilm aus der Krimireihe Tatort. Der Film von Regisseur Christoph Schnee nach einem Drehbuch von Frank Koopmann und Roland Heep behandelt einen Fall des Kölner Ermittler-Teams Max Ballauf und Freddy Schenk und ist die 871. Tatort-Folge. Die Kommissare haben es in ihrem 57. Fall mit der Entführung eines Kindes und einem daraus resultierenden Mordfall zu tun. Der vom Westdeutschen Rundfunk produzierte Beitrag wurde am 21. April 2013 auf Das Erste erstgesendet.

## Handlung
Ein Motorradfahrer beobachtet, wie der achtjährige Lukas Schäfer in ein Auto gezerrt wird, und nimmt die Verfolgung auf. Als das Auto wegen eines quergestellten Wagens halten muss und der Motorradfahrer versucht, die Hintertür des Kastenwagens zu öffnen, setzt der Fahrer des Wagens kaltblütig zurück und überfährt den jungen Mann. Die Kriminalhauptkommissare Max Ballauf und Freddy Schenk werden mit dem Fall betraut.
Der Vater des Jungen bekommt zur selben Zeit einen Anruf mit verstellter, kaum zu verstehender Stimme: Wenn er Lukas wiedersehen wolle, solle er genau das tun, was ihm gesagt wird (was das ist, bleibt an dieser Stelle offen, da ein Schnitt kommt; später wird klar, dass die Anweisung die war, aus einem Firmennetzwerk Kreditkartendaten zu besorgen). Als er nach Hause kommt, warten Ballauf und Schenk schon mit seiner Partnerin Simone Schäfer auf ihn und wollen wissen, ob er einen Peter Wiegand kenne, was er bejaht. Im Moment gehe man davon aus, dass dieser die Entführung seines Sohnes beobachtet habe, weshalb er jetzt tot sei. Als das Paar wieder allein ist, erzählt Roman Sasse Simone von dem Anruf und dass er nichts gesagt habe, weil die Entführer Lukas sonst töten würden.
Es stellt sich heraus, dass Lukas mit einem Lieferwagen der Baufirma Pieler entführt worden ist. Der Wagen wurde von dessen Inhaber als gestohlen gemeldet, der überfahrene Peter Wiegand ist dem Mann bekannt. Gegenüber den Kommissaren bestreitet er vehement, etwas über eine Entführung zu wissen, das Tatfahrzeug sei ihm schließlich gestohlen worden. Zur selben Zeit beobachtet Roman Sasse, wie eine Frau ihr Haus verlässt, und betritt es dann, da er einen Schlüssel dazu besitzt. Dort setzt er sich sogleich an den Computer.
In dem ausgebrannten Auto hat man inzwischen ein Handy gefunden, dessen SIM-Karte auf Hugo Junghanns, den Sohn von Ruth Junghanns zugelassen ist. Ballauf spricht mit der Frau, die ihm mitteilt, dass weder sie noch ihr Sohn Hugo einen Lukas Schäfer kennen würden, aber dafür Roman Sasse, der ihr Mann und der Vater von Hugo ist. Der herbeigerufene Sasse erklärt ihr, dass Lukas sein Sohn sei und er mit ihm und dessen Mutter schon neun Jahre zusammenlebe, wenn er nicht bei ihr und dem gemeinsamen Sohn sei. Ruth Junghanns ist nun klar, warum ihr Mann so oft nach Leipzig musste, und auch die Notfälle an Weihnachten, Ostern und in den Ferien ergeben jetzt für sie einen Sinn. Sie seien ein Superteam gewesen, hätten sich gut ergänzt und sich gegenseitig Freiheiten gelassen, betont sie gegenüber Ballauf.
Wie sich herausstellt, hat Sasse sein Doppelleben in den letzten Jahren über eine Agentur Pretesto organisiert, die jeweils entsprechende Anrufe für ihn erledigte, um das, was er Frau und Freundin weismachte, jeweils glaubhaft zu belegen. Daraufhin legt Sasse endlich offen, dass er einen Anruf von den wahrscheinlichen Entführern seines Sohnes erhalten habe, die 100.000 Euro forderten und bei Einschaltung der Polizei mit der Tötung des Kindes gedroht hätten. Er versucht auch zu erklären, wie er in diese Situation geraten ist, und spricht davon, dass es mit seiner Frau wunderbar gewesen sei. Kurz nach der Geburt des gemeinsamen Sohnes Hugo habe er dann Simone kennengelernt und sich verliebt. Vor etwa drei Jahren sei ihm dann alles zu viel geworden und da habe er zur Koordination die Firma Pretesto eingeschaltet.
Leicht wird es für Sasse nicht, auch Simone sein Doppelleben zu gestehen. Besonders angegangen wird er von Simones Schwester Heike und ihrem Schwager Kai, der ihn wutentbrannt anschreit, wie er Simone so etwas antun könne. Über die Polizei wurde inzwischen die Lösegeldsumme besorgt, die Sasse in einem Papierkorb deponieren soll. Die Übergabe wird von den Beamten überwacht. Als sich ein Mann mit Kapuze dem Papierkorb nähert, verfolgen die Beamten ihn, müssen jedoch feststellen, dass er dort nur eine Pfandflasche entnommen hat. Im Papierkorb ist kein Geld, sondern eine Anweisung, das Geld in einem anderen Papierkorb zu deponieren, der bei Eintreffen der Polizei jedoch leer ist (Sasse hat das Geld wieder mitgenommen). Bei der Analyse der Lösegeldanrufe stellt man fest, dass zumindest einer der Anrufer eine Frau sein muss (sie stellt sich als Angestellte von Pretesto heraus, die mit der Entführung nichts zu tun hat, und bei der Sasse den Lösegeldanruf bestellt hatte, um Zeit für den Zugriff auf die Kreditkartendaten zu gewinnen). Sasse gesteht unterdessen seiner Frau ein, dass die Entführer kein Geld wollen, sondern sensible Daten der Kreditkarten, die sie auf ihrem Computer unter Verschluss hat. Ruth will ihm aber nicht helfen und wendet sich ab.
Lukas ist in seinem Versteck inzwischen aufgewacht und schaut sich in dem Kellerverlies um. Als er auf ein wackliges Regal steigt, um ein hochgelegenes Fenster zu erreichen, und aus dem Fenster um Hilfe schreit, fällt er mitsamt dem Regal in die Tiefe. Draußen ist ein Mann mit einem Winkelschleifer beschäftigt, der zudem noch Ohrenschützer trägt, sodass Lukas’ Hilfeschrei ungehört verhallt.
Schenk ist der Ansicht, dass jemand gezielt den Verdacht in Richtung Pieler lenken wolle, um von sich selbst abzulenken. Dazu passt auch, dass Sasse davon gesprochen hatte, dass er Pieler von den Kreditkarten erzählt habe, dieser jedoch darauf verwiesen hatte, dass Sasse davon auch weiteren Personen erzählt hätte. Außerdem wurden weder in Pielers Wohnung noch auf seinen Baustellen von der KTU Spuren sichergestellt.
Simone Schäfer wird von ihrer Schwester und ihrem Schwager dazu gedrängt, mit Ruth Junghanns zu reden. Ruth meint, sie könne nichts für Simones Sohn tun, da die Polizei schon eingegriffen habe und sie nicht mehr an die Daten käme. Ruth komplimentiert Simone vor die Tür und bricht dann weinend zusammen. Die ebenfalls weinende Simone greift sich vor dem Haus Ruths Sohn Hugo und bedroht ihn, indem sie ihm einen Unkrautjäter an den Hals hält. Die verzweifelte Ruth kommt aber an die Kreditkartennummern nicht mehr ran, da der Zugang gesperrt ist. Die eingetroffenen Kommissare Ballauf und Schenk erfahren von Simones Schwester, dass Lukas im Keller einer alten Traktorenfabrik ist. Auch Sasse ist inzwischen vor Ort. Ungläubig schaut er seinen Schwager an, als die Kommissare erzählen, dass Kai und Heike hinter der Entführung von Lukas stecken. Bei Kai hatte sich viel Hass gegen den erfolgreichen Schwager in spe aufgebaut: Er hatte Heike weisgemacht, dass Roman schuld daran sei, dass sie nicht mehr auf die Beine kämen, und sie damit dazu gebracht, die Entführung gemeinsam mit ihm durchzuziehen und dabei sogar billigend in Kauf zu nehmen, dass ein Mann, der einem Kind helfen wollte, getötet wurde.
Als man den kleinen Lukas aus seinem Versteck befreit, meint er nur, dass sein Akku leer sei. Freudestrahlend, das Kind nahezu unversehrt gefunden zu haben, meint Schenk: „Na, den laden wir wieder auf.“

## Produktion
Die Dreharbeiten begannen am 28. August und dauerten bis zum 27. September 2012. Gedreht wurde in Köln und Umgebung.

## Rezeption

### Einschaltquoten
Trautes Heim wurde bei seiner Erstausstrahlung am 21. April 2013 von 10,27 Mio. Zuschauern eingeschaltet und erreichte einen Marktanteil von 28,6 Prozent.
Bei der Ausstrahlung parallel zum Fußballländerspiel Deutschland–Peru auf RTL erreichte der Tatort am 9. September 2018 6,22 Millionen Zuschauer (19,1 %), was ein großer Erfolg war.

### Kritik
Heike Hupertz von der FAZ war der Ansicht, dass „dem neuen ‚Tatort‘ aus Köln Logik und Spannung [fehlen].“ Kritisiert wurde außerdem, dass sich die Geschichte „fast nur dialogisierend von der Stelle bewegt“. Hupertz kam zu dem Schluss: „Wären Sandra Borgmann und Alma Leiberg nicht, die sich einige berührende Momente freispielen, hätte man gar keinen Grund, diesen ‚Tatort‘ einzuschalten.“
Auch Holger Gertz von der Süddeutschen Zeitung stieß sich an der Dialoglastigkeit dieser Tatort-Folge und stellte fest: „Das leidgeprüfte Publikum muss sich durch Ballauf’sche Monologe quälen. […] Und man muss nicht mal vom Erzähltempo amerikanischer Serien verdorben sein, um [die] Ballaufsche[n] Monologe […] ermüdend zu finden.“ Gertz kam zu dem Resultat: „In diesem Tatort sprechen zwei Kommissare, die sehr lange schon im Dienst sind.“
TV Spielfilms Daumen zeigte nach oben, für Humor, Anspruch und Action wurde jeweils ein Punkt von drei möglichen vergeben, für Spannung zwei Punkte. Die Redaktion befand, dass die „herbe“ „Tragödie aus der Mittelschicht“ „an die Nieren geht“
Auch die taz war der Ansicht, dass es nicht spannend sei, wie eine Mittelschichtfamilie auseinanderbreche, und führte abschließend aus: „Auch wenn die Schauspieler eine gute Leistung bei der Darstellung von ganz klar überspannten Mittelschichtsangehörigen zeigen, am Ende ist diese Episode doch ein ‚Tatort‘ nach bekanntem Schema: ‚Keine Angst, wir sind die Polizei.‘ Currywurstbude, Ende.“
Auch Volker Königkrämer von Stern.de bemängelte die Dialoge und kam zu dem Schluss: „Keine Spannung, keine Emotion, absehbare Wendungen – dieser ‘Tatort’ schleppt sich bis zum Ende.“

### Trivia
Auch dieses Mal hat Schenk mit dem dunkelblauen 1968er Ford Mustang Fastback (K-ZU 7856) wieder einen beliebten Oldtimer als Dienstwagen.